# Saint-Germain-d’Étables
Saint-Germain-d’Étables település Franciaországban, Seine-Maritime megyében. Lakosainak száma 235 fő (2022. január 1.). Saint-Germain-d’Étables Le Bois-Robert, La Chapelle-du-Bourgay, Dampierre-Saint-Nicolas, Freulleville, Martigny, Meulers, Saint-Aubin-le-Cauf és Torcy-le-Petit községekkel határos.

## Népesség
A település népessége az elmúlt években az alábbi módon változott:
| Lakosok száma | 269  | 269  | 267  | 263  | 255  | 247  | 239  | 236  | 235  |
|               | 2013 | 2015 | 2016 | 2017 | 2018 | 2019 | 2020 | 2021 | 2022 |